# 東方白鸛號列車
東方白鸛（日语：こうのとり；Kounotori）是一列隸屬於西日本旅客鐵道（JR西日本）的特急列車，連結新大阪與福知山、豐岡、城崎溫泉等車站，沿途經過通過東海道線、福知山線（JR寶塚線）、山陰本線等路線。其前身為L特急「北近畿」號，於2011年3月12日的班次表更新中，配合文殊、丹後探索者等列車併入福知山線的營運系統，統一改名為「東方白鸛」。
東方白鸛號是由JR西日本與北近畿丹後鐵道聯合營運的區域性特急列車系統「北近畿大X網路」的組成成員之一。列車象徵色採用黃色，來自途經路線之一的福知山線的路線顏色

## 簡介
東方白鸛是一列連結大阪與包括兵庫縣丹波地區、京都府北部的福知山市、與兵庫縣北部的豐岡市等北近畿地區城市的列車。其前身「北近畿」是日本國鐵末期、1986年11月1日的時刻表異動時，配合福知山線寶塚至福知山之間路段與山陰本線福知山至城崎之間路段的電氣化而推出之電力列車，以取代原本的柴油動力特急列車「松風」（まつかぜ）與急行列車「丹波」、「大山」（だいせん）。
2011年3月，配合福知山線上的多種優等列車之整併，JR西日本將原本的北近畿號改名為東方白鸛號。此列車名稱是根據豐岡市的請求，以在該市境內繁殖復育的天然紀念物鳥類、兵庫縣鳥東方白鸛命名。

## 運行概況
2022年3月11日當時，每日運行上下行的列車共有12對。其中7對來回新大阪站及福知山站。另外4對繼續行駛至城崎溫泉站。餘下1對為自城崎溫泉站開往新大阪站的上行列車及從新大阪站前往豐岡站的下行列車各一班。
另外，在週五、六、日及公眾假期時，臨時加班車亦會被安排開出。這包括一對來往新大阪站及城崎溫泉站之間的列車以及兩對來往新大阪站至福知山站的列車。
列車編號格式分為兩種。每日運行的列車編號為3000＋號數＋M後綴。（例如東方白鸛1號的列車編號為3001M）假日限定的加班車則為7000＋號數＋M後綴。
在丹後探索者號剛被廢止時，JR西日本亦曾考慮前往天橋立地區的直達需要而在五一黃金周，盂蘭盆節，及新年除夕時將運行到福知山站的列車延伸到天橋立站。現時作為替代，除了2號及25-27號，所有以福知山站為端點的「東方白鸛」列車皆可在福知山站與天橋立站至京都站的特急「橋立」、「丹後接力」以及城崎溫泉站至京都的特急「城崎」進行對面月台換乘，方便旅客繼續行程。

### 停靠站
新大阪 - 大阪 - 尼崎 - 寶塚 - 三田 - （新三田） - （相野） - 篠山口 - （谷川） - 柏原 - （黑井） - 福知山 - 和田山 - 八鹿 - 江原 - 豐岡 - 城崎溫泉
- 括弧内為只有部份列車停靠的車站。 
  - 西宮名鹽站: 上行2號、4號、6號及下行19號、21號、23號
  - 新三田站、相野站: 上行2號、4號、6號及下行19號、21號、23號、25號、27號
  - 谷川站：上行2號、4號、6號、8號、18號及下行1號、19號、21號、23號、25號、27號
  - 黑井站:上行2號、4號、6號、8號及下行19號、21號、23號、25號、27號
- 以前曾經有班次停靠石生站及市島站，已於2011年3月11日取消停靠。

#### 運行區間
新大阪站-福知山站: 下行7號、11號、15號、19號、21號、22號、25號、27號及上行2號、4號、6號、8號、10號、16號、20號、24號
新大阪站-城崎溫泉站: 下行1號、3號、5號、9號、13號及上行12號、14號、18號、22號、26號、28號
新大阪-豐岡站:下行17號

### 使用車輛

#### 現在使用車輛
一般來說，本列車由吹田總合車輛所福知山支所(舊:福知山電車區)派車執行。然而，因應繁忙期或調車需要，7節中加掛的5-7號車廂有時會借用來自吹田總合車輛所京都支所或日根野支所的特急「黑潮」用編組
- 287系（日语：JR西日本287系電車）[2][3][5]：因應原本使用的183系車輛老化問題而打造的新車，在2011年6月投入營運。一天最多2個往返車班。

- 289系：於2015年10月31日投入營運。因應剩餘的381系車輛的老化，jr西日本將部份原服役於特急「白鷺」號的683系2000番台改裝為直流電專用。並更改車型為289系改為行駛本列車。

自2019年3月開始，289系執行其中8對「東方白鸛」，繁忙時段更會加掛3節附屬編組以組成7節編組。過去曾開行3節附屬編組單獨運行的班次，後來改由287系執行。
自2024年3月開始，平日以7節編組運行的「東方白鸛」4號及23號，改為以4節編組運行，與週末及公眾假期班次看齊
- - 候車位置:3節編組=黃色，4節編組為橙色，7節編組為桃紅色

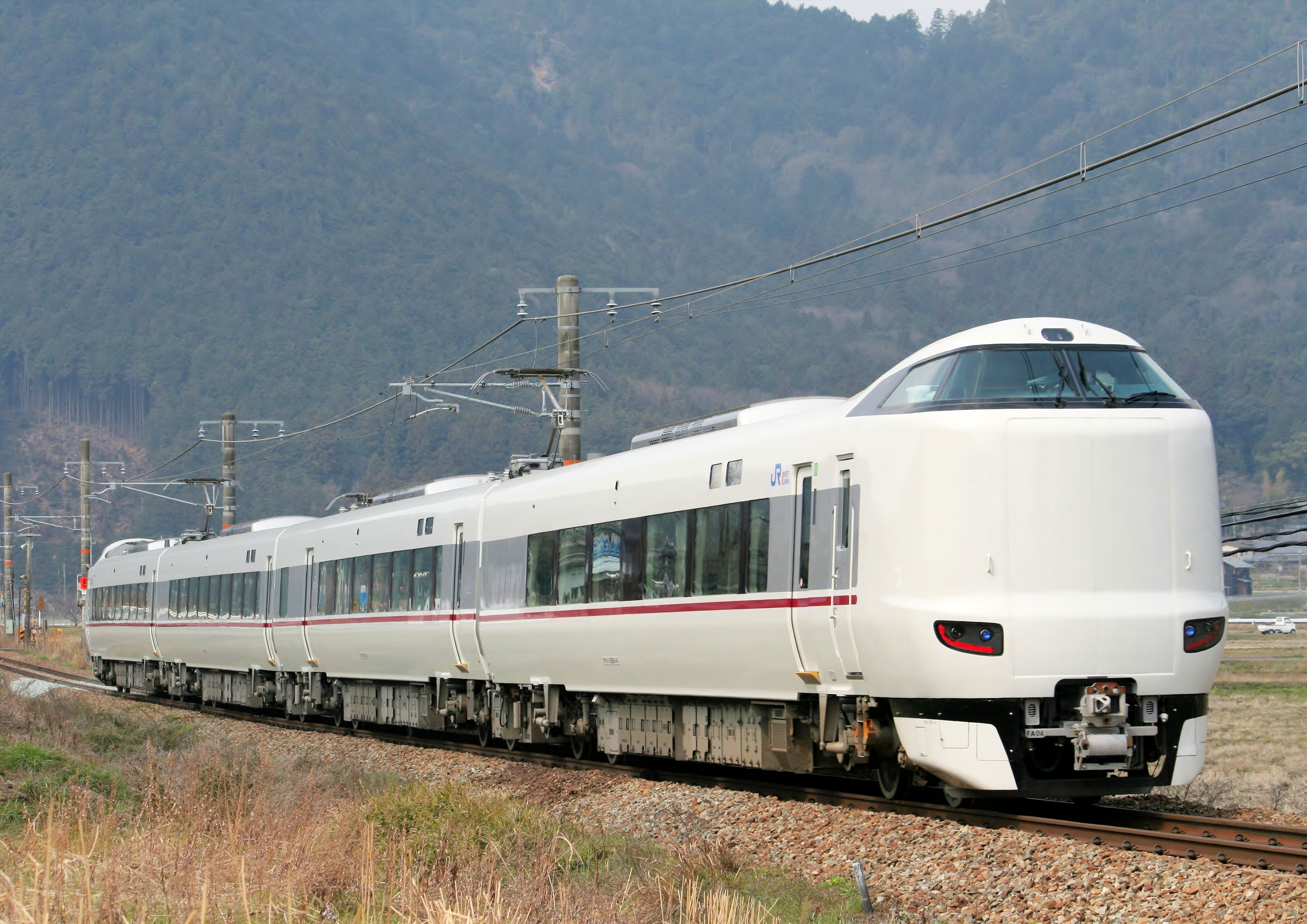
287系
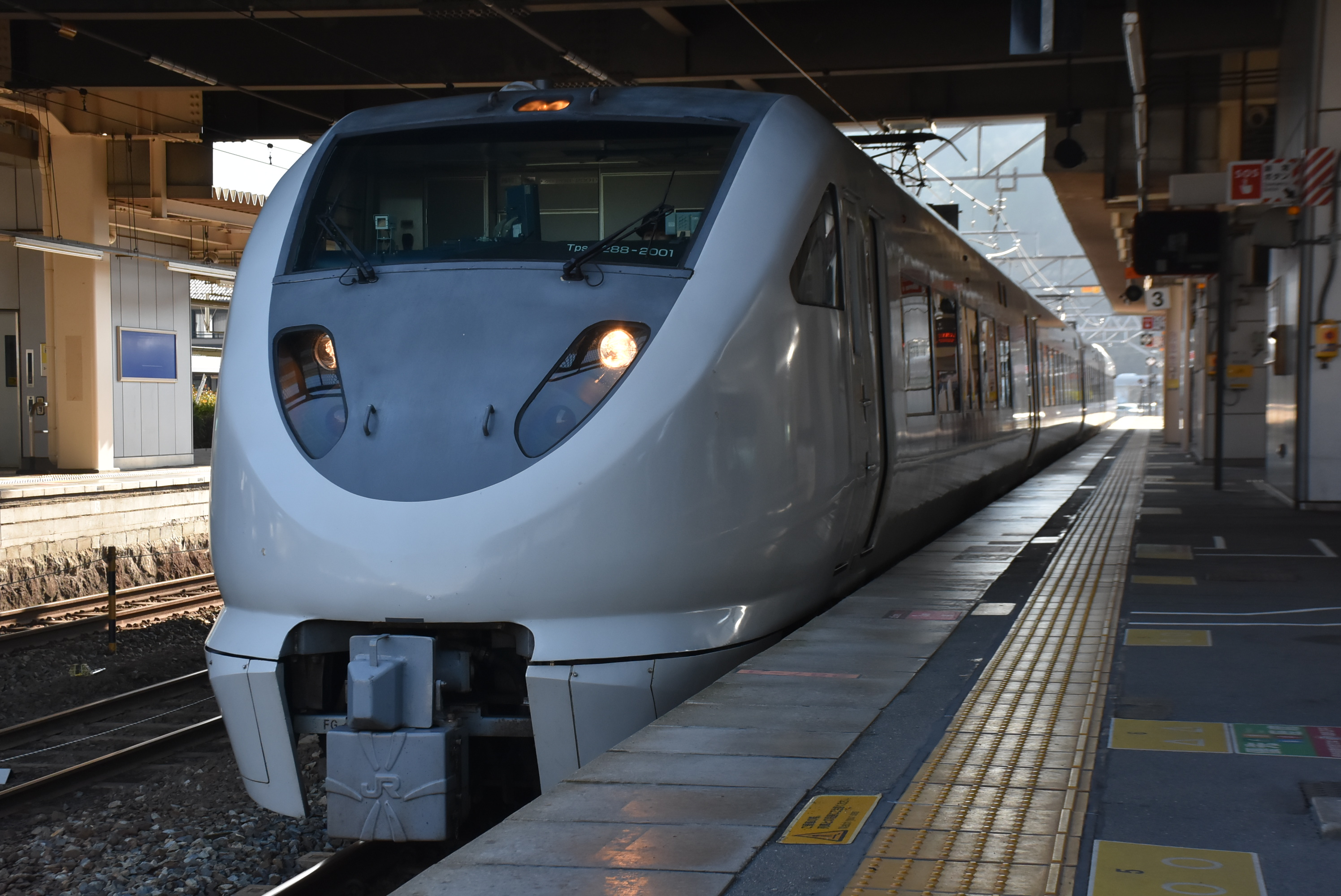
289系
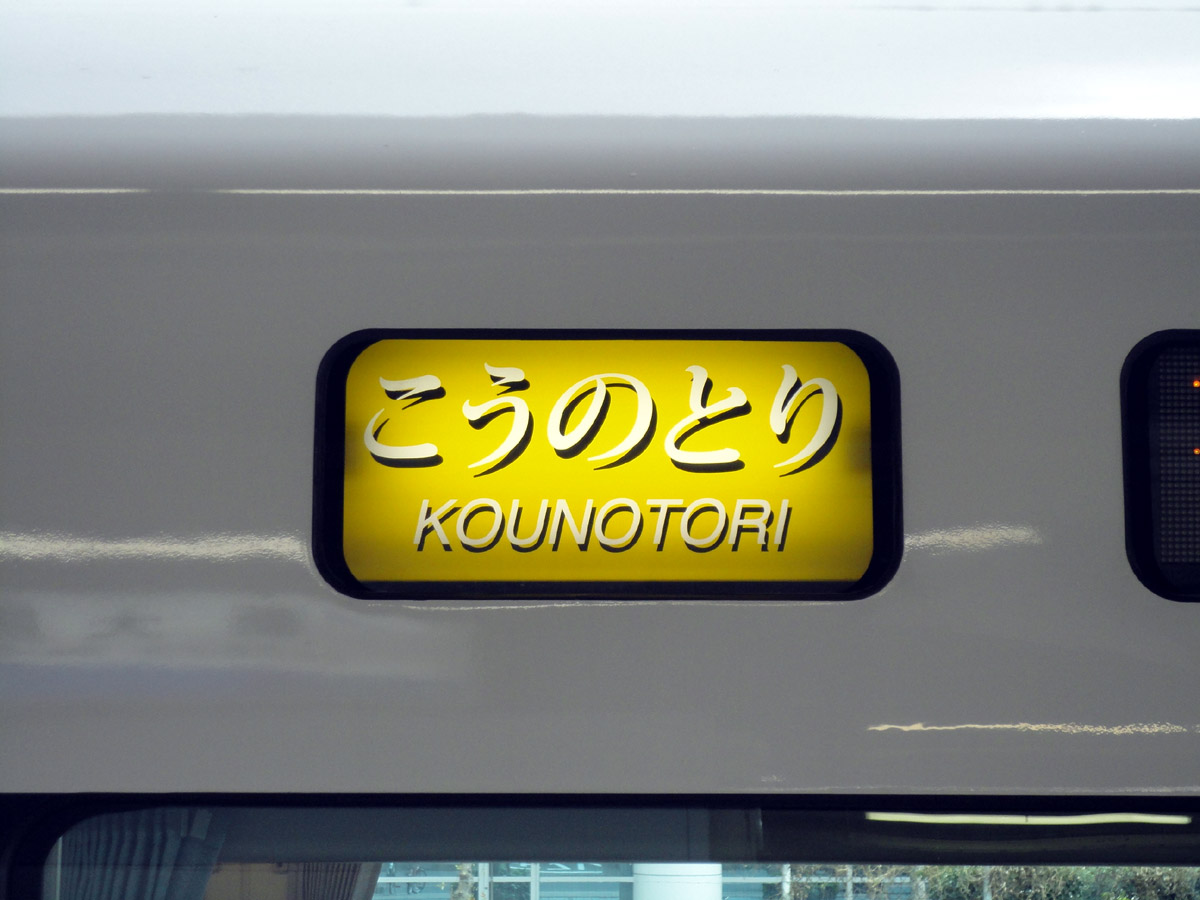
287系・289系「東方白鸛」顯示

#### 過去使用車輛
- 381系（日语：国鉄381系電車）：由於同屬JR西日本的黑潮號（くろしお）也是使用287系營運的車班，既有的287系車輛不足以負擔福知山線上所有的東方白鸛班次使用，因此287系啟用後仍有一天往返各3班次是以183系的舊車營運，並在2012年6月1日起由381系替代。於2015年10月31日，全部381系列車退出本線營運。

- 183系800番台（日语：JR西日本183系電車）：183系本身是日本國鐵使用廣泛的485系車輛之衍生版本，是配合1986年時北近畿號開始營運，而將485系原本所使用的交流電、直流電雙供電設計改為直流電設計，並命名為183系。